# Toxorhina flavirostris
Toxorhina flavirostris är en tvåvingeart som först beskrevs av Alexander 1920.  Toxorhina flavirostris ingår i släktet Toxorhina och familjen småharkrankar. Inga underarter finns listade i Catalogue of Life.